# Leptoxenus ibidiiformis
Leptoxenus ibidiiformis är en skalbaggsart som beskrevs av Bates 1877. Leptoxenus ibidiiformis ingår i släktet Leptoxenus och familjen långhorningar.
Artens utbredningsområde är Taiwan. Inga underarter finns listade i Catalogue of Life.